# Krasnodarski okraj
Krasnodarski okraj ([Краснода́рский край] Napaka: {{Jezik-xx}}: neveljaven parameter: |p= (pomoč)) je federalni subjekt Rusije (okraj), ki leži v Severnokavkaški regiji v Južni Rusiji in je upravno del Južnega federalnega okrožja. Njegovo upravno središče je mesto Krasnodar. Leta 2021 je bil s 5.838.273 prebivalci tretji najbolj naseljen federalni subjekt.
Krasnodarski okraj je uradno in neuradno znan kot Kuban (rusko Кубань), izraz, ki se nanaša na zgodovinsko regijo Kuban, ki leži med Azovskim morjem in reko Kuban, kjer leži večina površine okraja. Meji na Rostovsko oblast na severu, Stavropolski okraj na vzhodu, Karačaj-Čerkezijo na jugovzhodu in Adigejo, ki je enklava v celoti v okviru okraja. Krasnodarski okraj si deli mednarodno mejo z Gruzijo (del katere je nepriznana država Abhazija) na jugu in Ukrajino na zahodu čez Kerški preliv.
Na severnem delu okraja je Pontsko-kaspijska stepa, na jugu pa sredozemsko podnebje, zaradi česar je okraj priljubljena turistična lokacija. Novorosijsk je pomembno pristanišče in vojaško oporišče ruske Črnomorske flote ter eno redkih mest z nazivom mesto-heroj. Soči je gostil XXII. zimske olimpijske igre leta 2014.

## Geografija
Krasnodarski okraj leži na jugozahodnem delu Severnega Kavkaza in meji na Rostovsko oblast na severovzhodu, Stavropolski okraj in Karačaj-Čerkezijo na vzhodu in pokrajino Abhazijo (mednarodno priznano kot del Gruzije) na jugu. Republika Adigeja je v celoti obkrožena z ozemljem okraja. Tamanski polotok leži v okraju med Azovskim morjem na severu in Črnim morjem na jugu. Na zahodu Kerški preliv ločuje okraj od polotoka Krim, ki je mednarodno priznan kot del Ukrajine, vendar de facto pod rusko okupacijo.

## Zgodovina
Najstarejši znani prebivalci regije so Mejoti, ki so predniki današnjih Čerkezov, Abhazov in Abazinov. V 6. stoletju pr. n. št. so pontski Grki ustanovili prva mesta na tem območju, kot sta Fanagorija in Tmutarakan, ki so trgovala z nomadskimi plemeni, kot so Skiti in Sindi.
Od 8. do 10. stoletja so na tem območju dominirali Hazari, turško ljudstvo, ki je prej migriralo z vzhoda na Pontsko-kaspijsko stepo. Kijevski knez Svjatoslav I. Kijevski je po porazu Hazarskega kanata leta 965 osvojil to območje, ki je postalo del Kijevske Rusije. Pozneje je zaradi zahtev Bizantintskega cesarstva na koncu 11. stoletja kneževina Tmutarkan prišla pod oblast bizantinskih cesarjev (do leta 1204).
V tem obdobju so bili prvič omenjeni Čerkezi, in sicer kot Kassogi. Tako je bil na primer kasoški knez Rededja omenjen v pesmi o Igorjevem pohodu.
V letih 1243–1438 je to območje spadalo pod Zlato hordo. Po njenem propadu, so dele Kubana nadzorovali Krimski kanat, Čerkezija in Osmansko cesarstvo. Rusko carstvo je z rusko-turškimi vojnami izzvalo otomanski protektorat na tem območju.
Aprila 1783 je bil po ukinitvi Krimskega kanata z dekretom Katarine Velike desni breg Kubana in Tamanski polotok priključen Ruskemu imperiju.
Med rusko državljansko vojno je bila leta 1918 ustanovljena protikomunistična Kubanska ljudska repiblika, ki se je nato združila z Ukrajinsko ljudsko republiko, dokler je niso maja 1920 okupirale sovjetske sile. V začetku 20. stoletja so večino regije poseljevali Ukrajinci (leta 1926 55% prebivalstva Kubana). V 30ih letih je zaradi gladomora, deportacij in rusifikacije delež Ukrajincev močno upadel, leta 2021 je predstavljal le še 0,5% prebivalstva.
Krasnodarski okraj je bil ustanovljen 13. septembra 1937 z razdelitvijo Azovsko-Črnomorskega okraja nanj in Rostovsko oblast.